# Mancomunidad de Irati
La Mancomunidad de Residuos Sólidos Urbanos Irati, anteriormente conocida como Mancomunidad Zona 10, es un ente supramunicipal que agrupa a algunos de los municipios de la Cuenca de Lumbier-Aoiz (Comarca de Aoiz y Comarca de Lumbier), en Navarra (España). La sede de la mancomunidad se encuentra en Aoiz.

## Zona de actuación
La mancomunidad agrupa a los municipios navarros de: Aoiz, Arce, Ibargoiti, Izagaondoa, Lizoáin, Lónguida, Monreal, Unciti, Urraúl Alto, Urraúl Bajo y Urroz Villa. De esta manera, la mancomunidad está compuesta de 89 núcleos de población, de los cuales 30 tienen entre 1 y 5 habitantes, y otros 30 entre 20 y 70 habitantes.

## Gestión de los residuos sólidos urbanos
Las competencias de la mancomunidad se centran en la recogida, transporte, tratamiento y eliminación de residuos sólidos urbanos; incluyendo la recogida de basura ordinaria, papel, pilas, voluminosos a cargo de Traperos de Emaús y aceite a través de un punto limpio móvil.
Tras un periodo de tiempo en el que el servicio de recogida de basura ha estado a cargo de la empresa FOCSA, en 2013 la mancomunidad asumió la gestión directa de la recogida. Tras esta acción ha iniciado un proceso de optimización de las rutas de recogida y la recuperación de los contenedores de basura que faltaban.
También ha iniciado una campaña de promoción del compostaje, tanto doméstico como colectivo en los pequeños pueblos que componen esta mancomunidad. De este modo se reduce la necesidad de transporte de las basuras, consiguiéndose un importante ahorro energético y económico. En Urroz Villa se han instalado 3 compostadores comunitarios, uno en el pueblo y dos en el colegio público. Por su parte, en Aoiz, existe un compostador comunitario en el centro de 0-3 años, y hay previsión de instalar dos más, además de los 65 compostadores domésticos existentes. En toda la mancomunidad había 350 compostadores domésticos en abril de 2014.
Los residuos orgánicos y de la fracción resto (contenedor verde) son trasladados a la planta de tratamiento de El Culebrete. Los envases recogidos son trasladados la planta de selección de Peralta para su posterior aprovechamiento y reciclaje. Utiliza para ello la estación de transferencia de residuos de Sangüesa.
La Mancomunidad participa en el Consorcio de Residuos de Navarra.

### Proyectos para la gestión de los residuos
Como forma de adecuarse al objetivo fijado por el Plan Integrado de Gestión de Residuos de Navarra (PIGRN) que contempla que para el año 2020 se recoja separadamente el 50% de los biorresiduos; la mancomunidad implantará la recogida selectiva de residuos puerta a puerta.
En cuanto a la gestión de los envases, y teniendo en cuenta que el PIGRN se marca como objetivo llegar a reciclar el 52% de los envases para el 2020, la mancomunidad ha iniciado una experiencia que une la educación y el reciclaje. La experiencia consiste en solicitar a los alumnos de la escuela de Aoiz que aporten la bolsa de envases de sus hogares, para su posterior seleccionado, picado y transformación. De este modo se tratará de realizar objetos útiles, como bancos de exterior, compostadoras, farolas, etc.

## Antiguo vertedero de Urroz
Hasta el año 2003 la mancomunidad contaba con el vertedero de residuos urbanos de Ugarda, en Urroz Villa. Este vertedero fue clausurado en 2003.
La mancomunidad califica el antiguo vertedero de residuos urbanos de Urroz como un punto negro, dado que aun en el año 2013 sigue produciendo lixiviados al medio ambiente.